# Sigmophora brevicornis
Sigmophora brevicornis is een vliesvleugelig insect uit de familie Eulophidae. De wetenschappelijke naam is voor het eerst geldig gepubliceerd in 1804 door Panzer.